# SPAL
SPAL is een Italiaanse voetbalclub uit de stad Ferrara in de regio Emilia-Romagna. SPAL staat voor Società Polisportiva Ars et Labor. In 1940 werd de naam veranderd in AC Ferrara.
Tussen 1951 en 1968 speelde de club 16 van de 17 seizoenen in de Serie A met een zevende plaats als hoogste positie. Na degradatie in 1968 kon de club niet meer terugkeren naar de hoogste divisie en ging op en neer tussen de andere divisies.
In 1962 bereikte de club de finale van de beker en leek met SSC Napoli uit de Serie B een hapklare brok te hebben, maar SPAL verloor. Napoli bleef de enige Italiaanse club die als tweedeklasser de beker won.
In 2005 werd de club heropgericht als SPAL 1907. De club speelde in de Prima Divisone A, de Italiaanse derde klasse. In 2012 maakte de club een doorstart als Società Sportiva Dilettantistica Real SPAL in de Serie D. In 2013 werd AC Giacomense, uit Masi San Giacomo bij Masi Torello en opgericht in 1967, dat uitkwam in de Lega Pro overgenomen en de fusieclub ging als SPAL 2013 spelen. In 2016 promoveerde SPAL naar de Serie B. In 2017 promoveerde de club na 49 jaar afwezigheid naar de Serie A. In 2018 werd de naam in SPAL gewijzigd. In 2020 degradeerde de club na drie seizoenen uit de Serie A.
In 2025 werd de club failliet verklaard.

## Erelijst
- Serie B

Winnaar: 1950/51, 2016/17
- Serie C

Winnaar: 1937/38, 1972/73, 1977/78
- Serie C1

Winnaar: 1991/92
- Lega Pro

Winnaar: 2015/16
- Serie C2

Winnaar: 1997/98
- Coppa Italia Lega Pro

Winnaar: 1998/99
- Supercoppa di Lega Pro

Winnaar: 2016
- Coppa dell'Amicizia:

Winnaar: 1968

## Eindklasseringen
- 1946 8e
Serie B
- 1947 6e
Serie B
- 1948 3e
Serie B
- 1949 10e
Serie B
- 1950 4e
Serie B
- 1951 1e
Serie B
- 1952 9e
Serie A
- 1953 8e
Serie A
- 1954 15e
Serie A
- 1955 17e
Serie A
- 1956 9e
Serie A
- 1957 9e
Serie A
- 1958 12e
Serie A
- 1959 16e
Serie A
- 1960 5e
Serie A
- 1961 12e
Serie A
- 1962 14e
Serie A
- 1963 8e
Serie A
- 1964 17e
Serie A
- 1965 3e
Serie B
- 1966 15e
Serie A
- 1967 12e
Serie A
- 1968 14e
Serie A
- 1969 18e
Serie B
- 1970 2e
Serie C
- 1971 2e
Serie C
- 1972 3e
Serie C
- 1973 1e
Serie C
- 1974 9e
Serie B
- 1975 12e
Serie B
- 1976 7e
Serie B
- 1977 18e
Serie B
- 1978 1e
Serie C
- 1979 12e
Serie B
- 1980 8e
Serie B
- 1981 12e
Serie B
- 1982 19e
Serie B
- 1983 7e
Serie C1
- 1984 4e
Serie C1
- 1985 14e
Serie C1
- 1986 6e
Serie C1
- 1987 4e
Serie C1
- 1988 6e
Serie C1
- 1989 17e
Serie C1
- 1990 10e
Serie C2
- 1991 2e
Serie C2
- 1992 1e
Serie C1
- 1993 17e
Serie B
- 1994 3e
Serie C1
- 1995 6e
Serie C1
- 1996 2e
Serie C1
- 1997 15e
Serie C1
- 1998 1e
Serie C2
- 1999 7e
Serie C1
- 2000 8e
Serie C1
- 2001 9e
Serie C1
- 2002 12e
Serie C1
- 2003 13e
Serie C1
- 2004 9e
Serie C1
- 2005 9e
Serie C1
- 2006 11e
Serie C2
- 2007 3e
Serie C2
- 2008 4e
Serie C2
- 2009 6e
Prima Divisione
- 2010 7e
Prima Divisione
- 2011 9e
Prima Divisione
- 2012 15e
Prima Divisione
- 2013 7e
Serie D
- 2014 6e
Seconda Divisione
- 2015 4e
Lega Pro
- 2016 1e
Lega Pro
- 2017 1e
Serie B
- 2018 17e
Serie A
- 2019 13e
Serie A
- 2020 20e
Serie A
- 2021 9e
Serie B
- 2022 15e
Serie B
- 2023 19e
Serie B
- 2024 11e
Serie C
- 2025 17e
Serie C

- Serie A
- Serie B
- Serie C
- Prima Divisione
- Seconda Divisione
- Serie D

## Resultaten per seizoen
| Seizoen | Competitie                        | Niveau | Eindstand | Coppa Italia | Opmerking                                                                      |
| ------- | --------------------------------- | ------ | --------- | ------------ | ------------------------------------------------------------------------------ |
| 2000/01 | Serie C1 Girone A                 | III    | 9         | --           |                                                                                |
| 2001/02 | Serie C1 Girone A                 | III    | 12        | --           |                                                                                |
| 2002/03 | Serie C1 Girone A                 | III    | 13        | --           |                                                                                |
| 2003/04 | Serie C1 Girone A                 | III    | 9         | --           |                                                                                |
| 2004/05 | Serie C1 Girone B                 | III    | 9         | --           | failliet ; oprichting SPAL 1907                                                |
| 2005/06 | Serie C2 Girone B                 | IV     | 11        | --           |                                                                                |
| 2006/07 | Serie C2 Girone B                 | IV     | 3         | --           |                                                                                |
| 2007/08 | Serie C2 Girone B                 | IV     | 4         | --           | halve finale promotieserie maar mag toch promoveren om de Liga te completeren. |
| 2008/09 | Lega Pro Prima Divisione Girone A | III    | 6         | --           |                                                                                |
| 2009/10 | Lega Pro Prima Divisione Girone B | III    | 7         | 3e ronde     |                                                                                |
| 2010/11 | Lega Pro Prima Divisione Girone A | III    | 9         | 1e ronde     |                                                                                |
| 2011/12 | Lega Pro Prima Divisione Girone A | III    | 15        | --           | verlies play-out > Pavia; Failliet; oprichting Real SPAL                       |
| 2012/13 | Serie D Girone D                  | V      | 7         | --           | alsnog promotie dankzij fusie met AC Giacomense tot SPAL 2013                  |
| 2013/14 | Lega Pro Seconda Divisione        | IV     | 6         | --           | promotie a.g.v. herindeling competitie                                         |
| 2014/15 | Lega Pro                          | III    | 4         | --           |                                                                                |
| 2015/16 | Lega Pro                          | III    | 1         | 2e ronde     |                                                                                |
| 2016/17 | Serie B                           | II     | 1         | 3e ronde     |                                                                                |
| 2017/18 | Serie A                           | I      | 17        | 4e ronde     |                                                                                |
| 2018/19 | Serie A                           | I      | 13        | 4e ronde     | Naamswijziging in S.P.A.L.                                                     |
| 2019/20 | Serie A                           | I      | 20        | 8e finale    |                                                                                |
| 2020/21 | Serie B                           | II     | 9         | kwartfinale  |                                                                                |
| 2021/22 | Serie B                           | II     | 15        | 1e ronde     |                                                                                |
| 2022/23 | Serie B                           | II     | 19        | 2e ronde     |                                                                                |
| 2023/24 | Serie C Girone B                  | III    | 11        | --           |                                                                                |
| 2024/25 | Serie C Girone B                  | III    | 17        | --           | play out > AC Milan Futuro: 0-1 (U) /                                          |

## Bekende (oud-)spelers
- Alberto Bigon
- Dario Bonetti
- Fabio Capello
- Oscar Massei
- Alberto Orlando
- Armando Picchi
- Edoardo Reja
- Carl Valeri
- Ervin Zukanović
- Radja Nainggolan